# 源迪恩
源迪恩 (英文：Dennis Yuen Dick Yan ，1962年—），生於香港，是聖保羅書院第十二任校長。 
源迪恩於1989年已加入聖保羅書院，任教英文及宗教，於1995年離任，然後於2001年重新加入聖保羅書院，獲任為英文科主任。到2008年，時任校長甘納德博士增設助理副校長一職，他獲聘任助理副校長。他於2014年獲委任為署理校長。於2015年9月1日起以署任形式獲委任為校長。
源迪恩於1981年畢業於聖保羅男女中學，然後畢業於紐卡素大學文學士，悉尼大學教育證書，香港理工大學學生輔導文憑，香港大學教育碩士和昆士蘭大學商學碩士。
他曾透露他中七前讀書好順利，也不用擔憂生活，沒想過自己原來什麼都不懂。在外國生活令他長大很多，因為我以前在家完全不用做家務的，連洋葱也不懂如何切，後來發現原來母親要賣樓才可促成他到外國讀書，於是他到餐館打工。他當時自己想讀心理學，但人人都告訴你這學科難以找到工作，對自己很多疑問，餐館打工又是辛苦的生活。